# داروسازی سنتی
داروسازی سنتی یکی از رشته های تخصصی داروسازی است که در زمینه استفاده از طب سنتی با کاربرد گیاهان دارویی در پیشگیری و درمان بیماریها فعالیت می کند.

## دانشگاه‌های فعال
- دانشگاه علوم پزشکی تهران
- دانشگاه علوم پزشکی تبریز
- دانشگاه علوم پزشکی مشهد
- دانشگاه علوم پزشکی شاهد
- دانشگاه علوم پزشکی شیراز
- دانشگاه علوم پزشکی کرمان
- دانشگاه علوم پزشکی اهواز
- دانشگاه علوم پزشکی شهید بهشتی